# Mont Nicol-Albert
Le mont Nicol-Albert est une montagne canadienne faisant partie des monts Chic-Chocs dans les Appalaches située dans le territoire non organisé de Rivière-Bonjour sur la péninsule gaspésienne dans la région du Bas-Saint-Laurent au Québec. Son altitude est estimée entre 890 et 900 m. Il est compris dans la réserve faunique de Matane.

## Toponymie
D'abord appelé « Bonhomme » par W. E. Logan en 1844, Arthur Philemon Coleman atteste à l'écrit pour la première fois en 1918 la forme « Nicolabert », qu'il aurait entendue de guides locaux. Il pourrait d'agir d'une déformation de nick of Albert, « la brèche d'Albert ». 

## Géographie

### Situation
Le mont Nicol-Albert est situé dans l'Est du Canada, dans la province de Québec, sur le flanc nord de la péninsule gaspésienne. Il se trouve à 55 kilomètres à l'est de la ville de Matane, chef-lieu de La Matanie, et à 400 kilomètres au nord-est de Québec, capitale provinciale. Le sommet s'élève à environ 890 mètres d'altitude dans les monts Chic-Chocs de la chaîne des monts Notre-Dame.

### Topographie

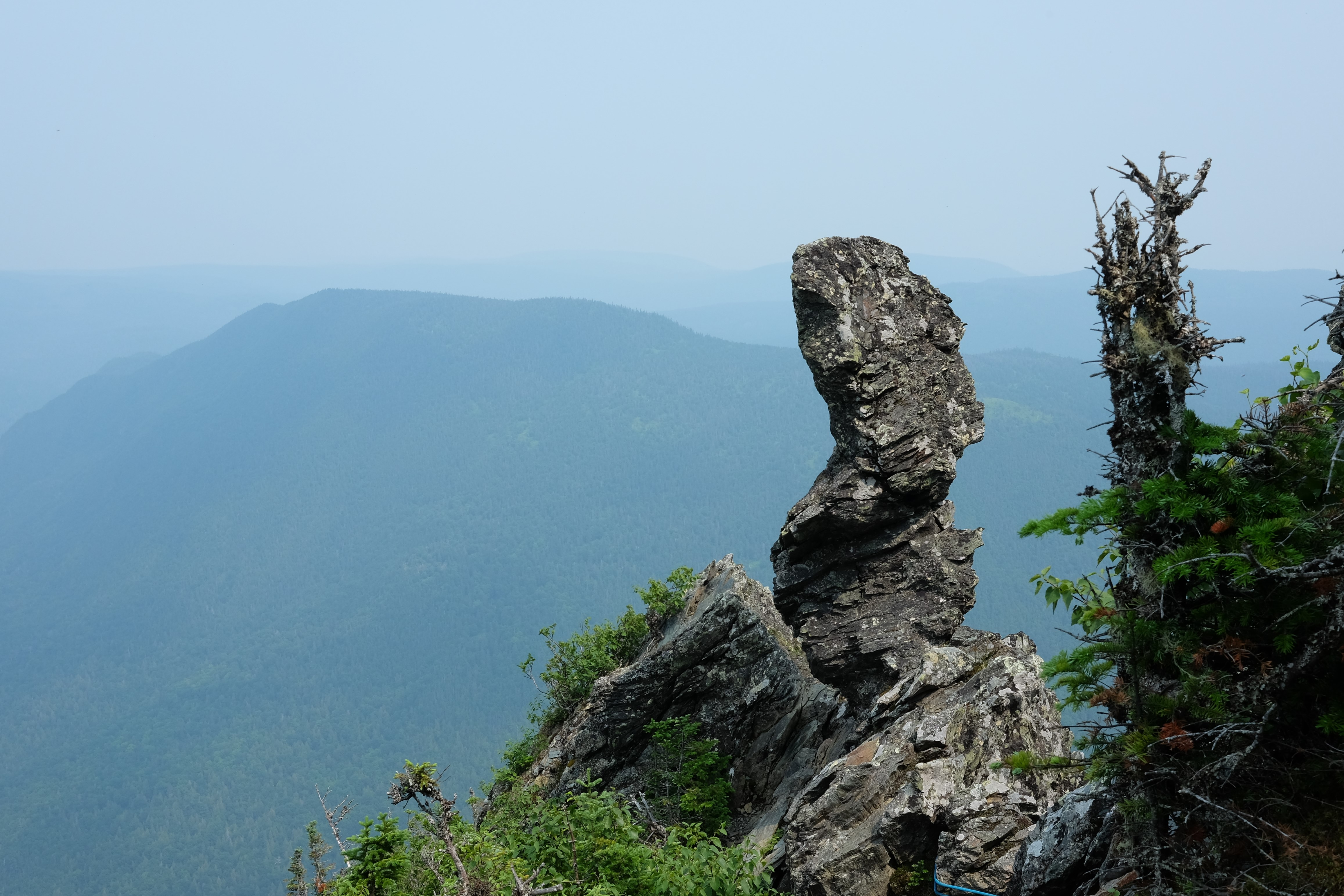
Vue du monolithe du « Bonhomme »

Bien que sa proéminence soit de 230 mètres, le versant est de la montagne surplombe la vallée de la rivière Cap-Chat sur une hauteur de près de 750 mètres, créant une impression de gorge avec sa contrepartie orientale, le Frère de Nicol-Albert.
Un rocher à la forme d'humain appelé « Bonhomme » est juché sur un des versants de la montagne,. Une autre singularité est la présence d’une imposante crevasse au sommet.

## Histoire

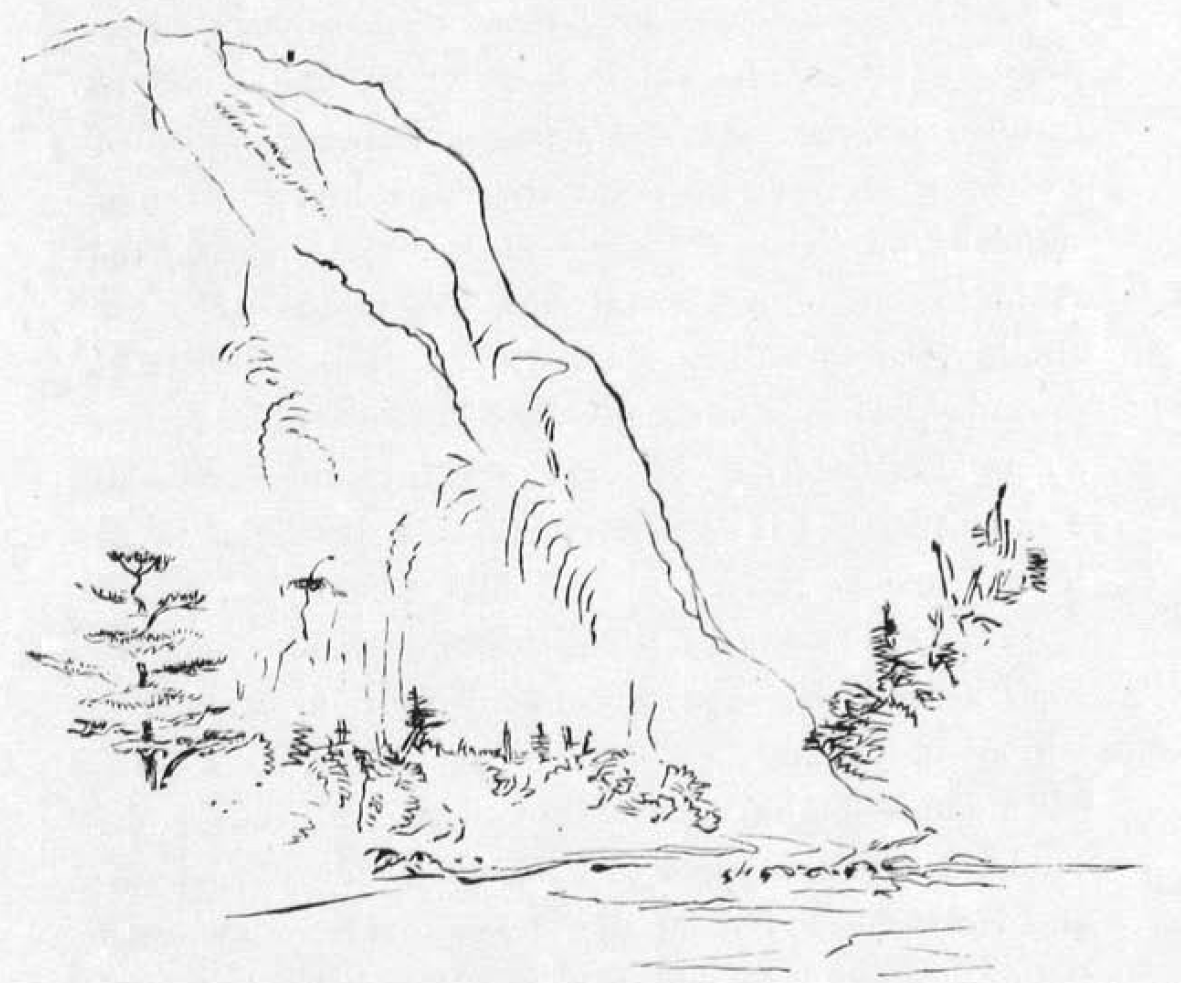
Le mont Nicol-Albert et la vallée de la rivière Cap-Chat, dessinés par W. E. Logan dans son journal en 1844.

William Logan a gravi le mont Nicol-Albert en 1844.

### Candidature olympique
En 1994, dans le cadre de la candidature de la ville de Québec pour héberger les Jeux olympiques de 2002, Bernhard Russi (délégué technique de la Fédération internationale de ski) s’est rendu aux monts Nicol-Albert et Coleman pour évaluer la possibilité d’y faire la descente masculine de ski. Préférant le mont Coleman, la candidature du mont Nicol-Albert n’a pas été retenue par M. Russi et par la fédération internationale de ski.
L’idée de faire la descente de ski masculine au mont Nicol-Albert a refait surface dans les médias en lien avec la possible candidature de la ville de Québec pour les Jeux olympiques de 2022,. La montagne a aussi été mentionnée par l’ancien skieur de haut niveau et entraîneur Germain Barrette, concernant la possible candidature de la ville de Québec pour les Jeux olympiques de 2026.

## Activités
La montagne est traversée par le sentier international des Appalaches. Son ascension est réputée constituer l'un des plus grands défis de randonnée pédestre balisée au Québec,,,.